# (2443) Tomeileen
(2443) Tomeileen es un asteroide que forma parte del cinturón de asteroides y fue descubierto el 24 de enero de 1906 por Maximilian Franz Wolf desde el Observatorio de Heidelberg-Königstuhl, Alemania.

## Designación y nombre
Tomeileen se designó inicialmente como A906 BJ.
Más adelante fue nombrado en honor de Thomas Marsden (1905-1980) y Eileen Marsden (1905-1981), padres del astrónomo estadounidense Brian Marsden (1937-2010).

## Características orbitales
Tomeileen orbita a una distancia media del Sol de 3,005 ua, pudiendo alejarse hasta 3,184 ua y acercarse hasta 2,826 ua. Su excentricidad es 0,05958 y la inclinación orbital 11,46 grados. Emplea en completar una órbita alrededor del Sol 1903 días.

## Características físicas
La magnitud absoluta de Tomeileen es 10,2. Tiene un diámetro de 30,89 km y un periodo de rotación de 3,974 horas. Se estima su albedo en 0,1541.